# Mendocino Homeland
Mendocino Homeland to trzeci album w historii zespołu muzycznego The Lookouts. Jest to zarazem pierwsze EP w dyskografii grupy. Płyta została wydana przez wytwórnię Lookout! Records, należącą do wokalisty The Lookouts, Lawrence'a Livermore'a. Album ma postać siedmiocalowej płyty winylowej i był jednym z dziesięciu EP, które wytwórnia Lookout! wydała latem 1990 roku w jednym zestawie. Materiał na płytę został nagrany pod koniec 1989 roku.
Tytułowe Mendocino Homeland ("ojczyste Mendocino") oznacza ziemie hrabstwa Mendocino w północnej Kalifornii, na których wychowywali się członkowie zespołu.
Nakład albumu jest już obecnie wyczerpany.

## Lista utworów
Strona A
1. "I Saw Her Standing There" - 2:38
2. "Judgement Day" - 3:10

Strona B
1. "Relijion Ain't Kül" - 3:03
2. "Mendocino Homeland" - 2:31

## Wykonali
- Lawrence Livermore - gitara, wokal
- Kain Kong - gitara basowa, wokal
- Tré Cool - perkusja, wokal